# Dudkî, Vîșhorod
Dudkî (în ucraineană Дудки) este un sat în comuna Abramivka din raionul Vîșhorod, regiunea Kiev, Ucraina.

## Demografie
Componența lingvistică a localității Dudkî
     Ucraineană (100%)
Conform recensământului din 2001, toată populația localității Dudkî era vorbitoare de ucraineană (100%).